# آتیلا پسیانی
آتیلا پسیانی (۱۰ اردیبهشت ۱۳۳۶ – ۱۴ مهر ۱۴۰۲) بازیگر و کارگردانِ تئاتر ایرانی بود. سریال‌های گم‌گشته (۱۳۸۰) و چاردیواری (۱۳۸۹) در نقش «تقی تاکسی» از ماندگارترین نقش‌آفرینی‌های او هستند.
او در طول بیش از چهار دهه فعالیت، یکی از پرکارترین بازیگران ایرانی به‌شمار می‌رفت و در بیش از ۴۰ نمایش، حدود ۸۰ فیلم، و بیش از ۷۰ مجموعه حضور یافت. پسیانی یکی از پیشگامان تئاتر تجربی در ایران دانسته می‌شود.

## اوایل زندگی و حرفه
آتیلا پسیانی در ۱۰ اردیبهشت ۱۳۳۶ در تهران زاده شد. او فرزند بازیگر جمیله شیخی بود. در دوران کودکی، پدرش حین مأموریتی در بهشهر درگذشت و او به‌همراه مادرش به تهران بازگشت.
پسیانی در ۱۳۴۶ در ده سالگی به همراه مادرش در تمرین تئاتر نمایش حکومت زمان‌خان اثر میرزا آقا تبریزی حضور یافت و با بازیگری آشنا شد. او در این نمایش دو نقش، یعنی ولیعهد شاه قاجار و شاگرد دلاک را بازی کرد. بازیگر این نقش‌ها آن زمان برای اجرا حاضر نشد و به درخواست رکن‌الدین خسروی پسیانی با بداهه‌کاری‌های‌اش به بازیگران این نمایش پیوست. او برای این کار ۲۴۰ تک‌تومانی دستمزد گرفت.
به گفتهٔ پسیانی او در ۱۱ سالگی با دیدن نمایش پژوهشی ژرف و سترگ و نو، در سنگواره‌های دوره بیست و پنجم زمین‌شناسی یا چهاردهم، بیستم، و غیره، فرقی نمی‌کند به این نتیجه رسید که قطعاً در کار نمایش خواهد بود. او در ۱۶ سالگی وارد کارگاه نمایش شد. پسیانی فارغ‌التحصیل دانشکده هنرهای زیبا بود. او در دانشگاه در کلاس‌های افرادی مانند بهرام بیضایی، حمید سمندریان و شمیم بهار شرکت کرد.

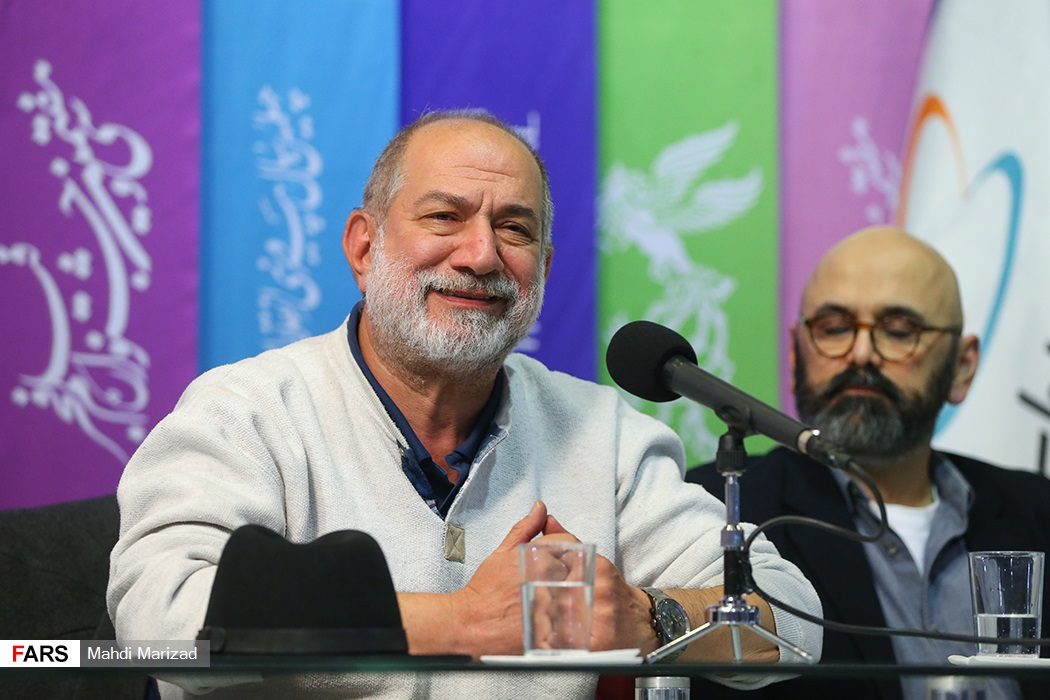
پسیانی در سی و هفتمین دوره جشنواره فیلم فجر (۱۳۹۷)

نخستین تجربهٔ سینمایی او در سال ۱۳۴۸ در تله‌فیلم گم‌شده‌ای به‌نام آرتیست اثر ابراهیم وحیدزاده بود که ۴۰ ثانیه در آن نقش داشت. او از سال ۱۳۶۳ حضور در تئاتر را با نمایش هفت‌خان رستم آغاز کرد و بازی در سینما را از سال ۱۳۶۰ با فیلم عفریت تجربه کرد. او سال بعد در مرگ سفید حضور داشت که همسرش نیز از بازیگران آن بود. پسیانی برای مدتی از سینما فاصله گرفت و در سال ۱۳۶۵ با طلسم یکی از برجسته‌ترین نقش‌هایش را بازی کرد.

## سبک بازیگری
بخشی از پرکاری پسیانی به دلیل بازی او در نقش‌های مکمل، همکاری با طیف متنوعی از سینماگران، بدون ملاک‌های ایدئولوژیک، و چهره منعطفی بود که می‌توانست قالب‌های گوناگون به خود بگیرد. پسیانی طی حدود پنج دهه فعالیت با طیف گسترده‌ای از کارگردانان کار کرد. او با تأسیس گروه تئاتر بازی، جریان‌سازی مطلوبی در تئاتر ایران و روند پیشرفت آن رقم زد. فرزاد مؤتمن پسیانی را بازیگری تکنیکی با تمرکزی بالا در صحنه دانست که قادر بود نقش‌های پیچیده و روانشناختی را به گونه‌ای ادراک‌پذیر بازی کند.
به عقیدهٔ ایرنا، پسیانی، «درگیری درخوری با نقش پیدا می‌کند و در مواجهه با آن، گارد سرسختانه‌ای نمی‌گیرد. به همین دلیل، عمده نقش‌هایی که ایفا کرده، با صمیمیت و راحتی خاصی همراه بوده است که سبب شده تا مخاطب، به آن نزدیک شود.» این ویژگی در شمایل اخلاقی او نیز بود و به همین دلیل در سال‌های ابتدایی حضور خود در بازیگری، همچنان مورد توجه کارگردانان مختلف بود.

## زندگی شخصی و مرگ
پسیانی به ندرت با رسانه‌ها گفتگوهای اختصاصی و مصاحبه داشت. آخرین حضور عمومی او مربوط به مراسم بزرگداشتی بود که در ۱۰ اردیبهشت ۱۴۰۲ برای وی برگزار شد.
پسیانی در سال ۱۳۵۶ با بازیگر فاطمه نقوی آشنا شد و سال بعد با او ازدواج کرد. این دو صاحب دو فرزند بازیگر، ستاره و خسرو شدند. این زوج در سال ۱۳۶۸ گروه تئاتر بازی با هدف توسعهٔ تئاتر تجربی را بنیان‌گذاری کردند.
پسیانی در آبان ۱۴۰۰ در مصاحبه با فریدون جیرانی گفت که ۱۷ سال است که تلویزیون نگاه نمی‌کند و حتی سریال‌های خود را نمی‌بیند. این صحبت‌ها واکنش‌های زیادی از کیهان و اخبار ۲۰:۳۰ تا منتقدان و سریال‌سازان و کاربران فضای مجازی در پی داشت. در نهایت دو روز بعد پسیانی با انتشار پستی در اینستاگرام از همکاران و بینندگان تلویزیون عذرخواهی کرد.
پسیانی در سال‌های آخر زندگی به سرطان مبتلا بود. همزمان با سالروز تولد او مراسم بزرگداشتی برای پسیانی در ۱۰ اردیبهشت ۱۴۰۲ برگزار شد. در ۲۸ شهریور ۱۴۰۲ اعلام شد که او در بیمارستانی در فرانسه بستری شده است. او بر اثر عوارض بیماری در ۱۴ مهر ۱۴۰۲ در این کشور درگذشت. پیکر او در ۱۹ مهر به ایران بازگردانده شد و روز بعد در قطعه هنرمندان بهشت زهرای تهران دفن شد.

## کارنامه هنری

### تئاتر
پسیانی که فعالیت در تئاتر را با پیوستن به «کارگاه نمایش» در سال‌های نخست دهه ۱۳۵۰ آغاز کرد و پس از انقلاب ۱۳۵۷ تا پیش از بیماری در سال‌های پایانی زندگی، یکی از راهبران تئاتر تجربی بود. پسیانی از دهه ۱۳۶۰ خورشیدی به بعد حضور فعالی در عرصه تئاتر ایران داشت که شامل اجراهای جشنواره‌ای و آزاد می‌شد. او با آثار خود در چندین دوره جشنواره تئاتر فجر حضور داشت که از این میان می‌توان به جشنواره فجر سال ۱۳۷۰ اشاره کرد. پسیانی در این دوره واقعه‌خوانی جهاز جادو نوشته محمد چرمشیر را کارگردانی کرد و در کنار آثاری نظیر سایه ماه به کارگردانی انوشیروان ارجمند، مرگ یزدگرد به نویسندگی بهرام بیضایی و کارگردانی گلاب آدینه، دلدار به نویسندگی و کارگردانی حسین نوری، و مال‌کنون به نویسندگی و کارگردانی مریم معترف و عزت‌الله مهرآوران به روی صحنه برد.
1. جنایت و مکافات (رضا ثروتی)، تالار وحدت، (۱۳۹۸)، (بازیگر)[۲۹]
2. نام بُرده (علی اصغر دشتی)، ۱۳۹۷
3. نمی‌تونم راجع بهش حرف بزنیم ۱۳۹۷
4. طناب (بازیگر) ۱۳۹۷
5. دیابولیک: رومئو و ژولیت ۱۳۹۵
6. باغبان مرگ (آروند دشت آرای)، ۱۳۹۵
7. «باغ آلبالو»؛ ۱۳۹۴ (به‌علاوه بازیگری)[۳۰]
8. سوراخ ۲۰۱۴
9. گنگ خواب دیده ۱۳۹۳
10. «عرق خورشید ٬اشک ماه»؛ ۱۳۹۲
11. «مخمل آبی»؛ ۱۳۹۲
12. پروفسور بوبوس (بازیگر و کارگردان) ۱۳۸۹
13. کشتی شیطان (نویسنده و کارگردان) ۱۳۸۸
14. «متابولیک»؛ ۱۳۸۷
15. نمایشنامه‌خوانی «کلاغ و دوچرخه»؛ ۱۳۸۳
16. نمایشنامه‌خوانی «غلیظ مثل عسل»؛ ۱۳۸۲
17. «نجوای خاک»؛ ۱۳۸۲
18. «کالیگولا شاعر خشونت»؛ ۱۳۸۲
19. «بحرالغرایب»؛ ۱۳۸۲
20. «بازی در گالری»؛ ۱۳۸۱
21. «بسه دیگه خفه شو»؛ ۱۳۸۱
22. گنگ خواب دیده ۱۳۸۰
23. «قهوهٔ قجری»؛ ۱۳۷۹
24. «درد دل با سگ»؛ ۱۳۷۹
25. «رستخیز»؛ ۱۳۷۸
26. «تبار خون»؛ ۱۳۷۷
27. «برف سبز»؛ ۱۳۷۷
28. «اینم از این»؛ ۱۳۷۶
29. «آبی که مار می‌خورد، زهر می‌شود»؛ ۱۳۷۵
30. «آبی که گاو می‌خورد، شیر می‌شود»؛ ۱۳۷۵
31. «بودن یا نبودن»؛ ۱۳۷۳
32. «فاطمه عنبر»؛ ۱۳۷۳
33. «بودن یا نبودن»؛ ۱۳۷۲
34. «آئورا»؛ ۱۳۷۲
35. «آئورا»؛ ۱۳۷۰
36. «مجلس تقلید هفت‌خوان»؛ ۱۳۶۹
37. «ارکستر زنان آشویتس»؛ ۱۳۶۸
38. نمایشنامه‌خوانی «هرامسا» ۷۰۹/۷۰۵؛ ۱۳۶۸
39. چهار تک پرده ۱۳۶۷
40. هفت خوان رستم ۱۳۶۳

### سینما
1. خیابان آذرشهر، شماره ۳ (۱۴۰۰، کامبیز صفری)
2. سه جلد (۱۴۰۰، مهدی اسماعیلی)
3. سیاه باز (۱۳۹۹، حمید همتی)
4. سلفی با دموکراسی (۱۳۹۸، علی عطشانی)
5. سرخ‌پوست (۱۳۹۷، نیما جاویدی)
6. غلامرضا تختی (۱۳۹۷، بهرام توکلی)
7. جاده قدیم (۱۳۹۶، منیژه حکمت)
8. میلیونر میامی (۱۳۹۵، مصطفی احمدی)
9. آشوب (۱۳۹۴، کاظم راست گفتار)
10. نگار (۱۳۹۴، رامبد جوان)
11. کارگر ساده نیازمندیم (۱۳۹۴، منوچهر هادی)
12. آخرین بار کی سحر را دیدی؟ (۱۳۹۴، فرزاد مؤتمن)
13. سیانور (۱۳۹۴، بهروز شعیبی)
14. نیمه شب اتفاق افتاد (۱۳۹۴، تینا پاکروان)
15. دلبری (۱۳۹۴۳، سید جلال دهقانی اشکذری)
16. آتش‌بس ۲ (۱۳۹۳، تهمینه میلانی)
17. مستانه (۱۳۹۳، محمدحسین فرح بخش)
18. نازنین (۱۳۹۲، مهدی گلستانه)
19. نقش نگار (۱۳۹۲، علی عطشانی)
20. هیچ‌کجا هیچ‌کس (۱۳۹۱، ابراهیم شیبانی)
21. زندگی خصوصی (۱۳۹۰، محمدحسین فرح بخش) (حضور افتخاری)
22. خودزنی (۱۳۹۰، احمد کاوری)
23. پل چوبی (۱۳۹۰، مهدی کرم پور)
24. تلفن همراه رئیس‌جمهور (۱۳۹۰، علی عطشانی)
25. یک عاشقانه ساده (۱۳۹۰، سامان مقدم)
26. در امتداد شهر (۱۳۸۹، علی عطشانی)
27. سوت پایان (۱۳۸۹، نیکی کریمی)
28. پیتزا مخلوط (۱۳۸۹، حسین قاسمی جامی)
29. نقطه بی‌بازگشت (۱۳۸۸، سیروس رنجبر)
30. تهرون (۱۳۸۸، نادر تکمیل همایون)
31. سلام بر عشق (۱۳۸۸، اصغر نعیمی)
32. از رئیس‌جمهور پاداش نگیرید (۱۳۸۷، کمال تبریزی)
33. دوزخ، برزخ، بهشت (۱۳۸۷، بیژن میرباقری)
34. سفر مرگ (۱۳۸۷، حسن آقاکریمی)
35. صداها (۱۳۸۷، فرزاد مؤتمن)
36. فرزند صبح (۱۳۸۷، بهروز افخمی)
37. یک وجب از آسمان (۱۳۸۷، علی وزیریان)
38. موش (۱۳۸۶، شاهد احمدلو)
39. سه زن (۱۳۸۵، منیژه حکمت)
40. حس پنهان (۱۳۸۵، مصطفی رزاق کریمی)
41. پاداش سکوت (۱۳۸۵، مازیار میری)
42. آتش‌بس (۱۳۸۴، تهمینه میلانی)
43. چه کسی امیر را کشت؟ (۱۳۸۴، مهدی کرم پور)
44. شبانه (۱۳۸۴، کیوان علیمحمدی، امید بنکدار)
45. عروسک فرنگی (۱۳۸۴، فرهاد صبا)
46. کارگران مشغول کارند (۱۳۸۴، مانی حقیقی)
47. اسپاگتی در هشت دقیقه (۱۳۸۳، رامبد جوان)
48. جایی برای زندگی (۱۳۸۳، محمد بزرگ‌نیا)
49. مجردها (۱۳۸۳، اصغر هاشمی)
50. برگ برنده (۱۳۸۲، سیروس الوند)
51. کما (۱۳۸۲، آرش معیریان)
52. گاهی به آسمان نگاه کن (۱۳۸۱، کمال تبریزی)
53. گاوخونی (۱۳۸۱، بهروز افخمی)
54. سفر به فردا (۱۳۸۰، محمدحسین حقیقی)
55. شام آخر (۱۳۸۰، فریدون جیرانی)
56. نیمه پنهان (۱۳۸۰، تهمینه میلانی)
57. آب و آتش (۱۳۷۹، فریدون جیرانی)
58. آواز قو (۱۳۷۹، سعید اسدی)
59. ابر و خورشید (۱۳۷۹، محمدحسین حقیقی)
60. نسل سوخته (۱۳۷۸، رسول ملاقلی پور)
61. دو زن (۱۳۷۷، تهمینه میلانی)
62. هیوا (۱۳۷۷، رسول ملاقلی پور)
63. هفت سنگ (۱۳۷۶، سید عبدالرضا نواب صفوی)
64. عقرب (۱۳۷۵، گروه کارگردانان)
65. دیپلمات (۱۳۷۴، داریوش فرهنگ)
66. شیخ مفید (۱۳۷۴، فریبرز صالح، سیروس مقدم)
67. در کمال خونسردی (فیلم ۱۳۷۳) (۱۳۷۳، سیامک شایقی)
68. روز شیطان (۱۳۷۳، بهروز افخمی)
69. خاکستر سبز (۱۳۷۲، ابراهیم حاتمی کیا)
70. مسافران (۱۳۷۰، بهرام بیضایی)
71. دو فیلم با یک بلیت (۱۳۶۹، داریوش فرهنگ)
72. راز خنجر (۱۳۶۹، محمدحسین حقیقی)
73. پرواز پنجم ژوئن (۱۳۶۸، علیرضا سمیع آذر)
74. کشتی آنجلیکا (۱۳۶۷، محمد بزرگ‌نیا)
75. طلسم (۱۳۶۵، داریوش فرهنگ)
76. مرگ سفید (۱۳۶۲، حسین زندباف)
77. عفریت (۱۳۶۰، فرشید فلک نازی)

### تلویزیونی
| سال       | نام مجموعه                         | سمت    | کارگردان              | توضیحات                   | نقش |
| --------- | ---------------------------------- | ------ | --------------------- | ------------------------- | --- |
| ۱۴۰۰      | برف بی صدا می‌بارد                  | بازیگر | پوریا آذربایجانی      | شبکه۳                     |     |
| ۱۴۰۰      | هم بازی                            | بازیگر | سروش محمدزاده         | شبکه ۲                    |     |
| ۱۳۹۹      | با خانمان                          | بازیگر | برزو نیک‌نژاد          | شبکه ۳                    |     |
| ۱۳۹۹      | بوم و بانو                         | بازیگر | سعید سلطانی           | محرم ۹۹ شبکه ۲            |     |
| ۱۳۹۸      | مرضیه                              | بازیگر | فلورا سام             | شبکه ۲                    |     |
| ۱۳۹۶      | زیر پای مادر                       | بازیگر | بهرنگ توفیقی          | شبکه ۱                    |     |
| ۱۳۹۶      | خندوانه                            | بازیگر | رامبد جوان            | شبکه نسیم                 |     |
| ۱۳۹۵      | آرام می‌گیریم                       | بازیگر | روح‌اله سهرابی         | شبکه ۲                    |     |
| ۱۳۹۵      | کشیک قلب                           | بازیگر | حسین مهکام            | شبکه ۱                    |     |
| ۱۳۹۴      | آسمان من                           | بازیگر | محمدرضا آهنج          | شبکه ۳                    |     |
| ۱۳۹۳      | بزم آخر                            | بازیگر | سجاد شهریاری          | محرم ۹۳ - شبکه ۲          |     |
| ۱۳۹۳      | خندوانه                            | مهمان  | رامبد جوان            | شبکه نسیم                 |     |
| ۱۳۹۳      | پرده‌نشین                           | بازیگر | بهروز شعیبی           | شبکه ۱                    |     |
| ۱۳۹۳      | انقلاب زیبا                        | بازیگر | بهرنگ توفیقی          | شبکه ۱                    |     |
| ۱۳۹۳      | مدینه                              | بازیگر | سیروس مقدم            | ماه رمضان ۹۳ - شبکه ۱     |     |
| ۱۳۹۳      | بین خومون بمونه                    | بازیگر | علی عطشانی            | شبکه ۲                    |     |
| ۱۳۹۲      | بی‌قرار                             | بازیگر | فلورا سام             | ماه محرم ۹۷ - شبکه ۲      |     |
| ۱۳۹۲      | مادرانه                            | بازیگر | جواد افشار            | ماه رمضان ۹۲ - شبکه ۳     |     |
| ۱۳۹۱      | یه تیکه زمین                       | بازیگر | مهدی کرم پور          | شبکه ۲                    |     |
| ۱۳۹۱      | دیوار                              | بازیگر | سیروس مقدم            | شبکه ۱                    |     |
| ۱۳۹۱      | خداحافظ بچه                        | بازیگر | منوچهر هادی           | ماه رمضان ۹۱ - شبکه ۳     |     |
| ۱۳۹۰–۱۳۹۱ | راستش را بگو                       | بازیگر | محمدرضا آهنج          | شبکه ۱                    |     |
| ۱۳۹۰      | سه، پنج، دو                        | بازیگر | حسین سهیلی‌زاده        | شبکه تهران                |     |
| ۱۳۸۹      | تله فیلم اوباش                     | بازیگر | محمد خراط زاده        |                           |     |
| ۱۳۸۹      | تله فیلم عاشقانه‌ای برای سرباز رحمت | بازیگر | پوریا آذربایجانی      | شبکه ۳                    |     |
| ۱۳۸۹      | تله فیلم زمانی برای شخم زدن        | بازیگر | سیروس مقدم            | شبکه ۱                    |     |
| ۱۳۸۸–۱۳۸۹ | زیر هشت                            | بازیگر | سیروس مقدم            | شبکه ۱                    |     |
| ۱۳۸۸      | تله فیلم گام‌های معلق               | بازیگر | شاهرخ دولکو           | شبکه ۲                    |     |
| ۱۳۸۸      | چاردیواری                          | بازیگر | سیروس مقدم            | نوروز ۸۹ - شبکه ۱         |     |
| ۱۳۸۸      | عملیات ۱۲۵ - سری دوم               | بازیگر | محمدرضا آهنج          | شبکه تهران                |     |
| ۱۳۸۸      | رستگاران                           | بازیگر | سیروس مقدم            | شبکه ۳                    |     |
| ۱۳۸۷      | تله فیلم حول حالنا                 | بازیگر | ابراهیم شیبانی        | نوروز ۸۸ - شبکه ۲         |     |
| ۱۳۸۷      | تله فیلم آماده باش                 | بازیگر | بهرنگ توفیقی          | شبکه ۱                    |     |
| ۱۳۸۷      | تله فیلم تخت جمشید، سر روزولت      | بازیگر | سعید ابراهیمی‌فر       | شبکه ۱                    |     |
| ۱۳۸۷      | تله فیلم بازگشت                    | بازیگر | علی غفاری             | شبکه ۱                    |     |
| ۱۳۸۶–۱۳۸۷ | گل‌های گرمسیری                      | بازیگر | محمدمهدی عسگرپور      | شبکه ۱                    |     |
| ۱۳۸۶      | تله‌فیلم «اخراجی»                   | بازیگر | مهدی کرم پور          | شبکه ۲                    |     |
| ۱۳۸۶      | بیداری                             | بازیگر | بهرام عظیم‌پور         | شبکه ۳                    |     |
| ۱۳۸۵–۱۳۸۶ | راه بی‌پایان                        | بازیگر | همایون اسعدیان        | شبکه ۳                    |     |
| ۱۳۸۵      | زیر تیغ                            | بازیگر | محمدرضا هنرمند        | شبکه ۱                    |     |
| ۱۳۸۵      | آخرین گناه                         | بازیگر | حسین سهیلی‌زاده        | ماه رمضان ۸۵ - شبکه ۲     |     |
| ۱۳۸۴–۱۳۸۵ | اولین شب آرامش                     | بازیگر | احمد امینی            | شبکه ۳                    |     |
| ۱۳۸۴      | تله فیلم مادر صدایم را می‌شنوی      | بازیگر | کامبیز کاشفی          | شبکه یک                   |     |
| ۱۳۸۲–۱۳۸۳ | عشق گمشده                          | بازیگر | حسین سهیلی‌زاده        | شبکه ۳                    |     |
| ۱۳۸۲      | رانت خوار کوچک                     | بازیگر | حسین سهیلی‌زاده        | ماه رمضان ۸۲ - شبکه تهران |     |
| ۱۳۸۱–۱۳۸۲ | باغ بلور                           | بازیگر | رامبد جوان            | پخش نشد.                  |     |
| ۱۳۸۰      | گم‌گشته                             | بازیگر | رامبد جوان            | ماه رمضان ۱۳۸۰ - شبکه یک  |     |
| ۱۳۷۸–۱۳۷۹ | مرگ در سکوت                        | بازیگر | شهریار بحرانی         | شبکه ۱                    |     |
| ۱۳۷۷–۱۳۷۸ | شرکت                               | بازیگر | عبدالله باکیده        | شبکه ۲                    |     |
| ۱۳۷۷–۱۳۷۶ | هفت‌سنگ                             | بازیگر | عبدالرضا نواب صفوی    | شبکه ۲                    |     |
| ۱۳۷۶      | تله‌تئاتر دست‌های آلوده              | بازیگر | صادق هاتفی            |                           |     |
| ۱۳۷۵      | سیمرغ                              | بازیگر | حسین قاسمی‌جامی        | شبکه ۱                    |     |
| ۱۳۷۵–۱۳۷۴ | خانواده رضایت                      | بازیگر | حمید امجد مازیار میری | شبکه تهران                |     |
| ۱۳۷۲–۱۳۷۱ | آپارتمان                           | بازیگر | اصغر هاشمی            | شبکه ۱                    |     |
| ۱۳۷۰      | فراموشخانه (فراماسونری)            | بازیگر | عبدالرضا نواب صفوی    |                           |     |
| ۱۳۶۴      | تله‌تئاتر «مبارزان کازبا»           | بازیگر | جمشید جهان‌زاده        |                           |     |
| ۱۳۶۳      | محله بهداشت                        | بازیگر | داریوش مودبیان        | شبکه ۲                    |     |
| ۱۳۶۳–۱۳۶۲ | عالیجناب ببری، طوفان عظیم جنگل     | بازیگر | اسماعیل پوررضا        |                           |     |
| ۱۳۶۲      | تله تئاتر ماه‌پنهان است             | بازیگر | خسرو شایسته           |                           |     |
| ۱۳۶۲      | تله‌فیلم «شب‌گروهبان»                | بازیگر |                       |                           |     |
| ۱۳۶۱      | محله برو بیا                       | بازیگر | داریوش مودیان         |                           |     |
| ۱۳۵۷      | سکوت و سلام                        | بازیگر | شاهرخ غیاثی           | فیلم کوتاه                |     |
| ۱۳۵۶      | لحظه                               | بازیگر | محمد صالح‌علاء         |                           |     |

### شبکه نمایش خانگی
| سال  | نام مجموعه  | نقش         | کارگردان       |
| ---- | ----------- | ----------- | -------------- |
| ۱۴۰۱ | بی‌گناه      | فرهنگ کثرتی | مهران احمدی    |
| ۱۴۰۱ | آفتاب‌پرست   | پلیس        | برزو نیک‌نژاد   |
| ۱۴۰۰ | مردم معمولی | ایرج جاوید  | رامبد جوان     |
| ۱۳۹۷ | ممنوعه      | یحیی کریمی  | امیر پورکیان   |
| ۱۳۹۶ | آشوب        |             | کاظم راست‌گفتار |

### برنامه‌ریز
1. بهترین بابای دنیا (۱۳۷۰)

### دستیار کارگردان
1. بوی پیراهن یوسف (۱۳۷۴)
2. بهترین بابای دنیا (۱۳۷۰)
3. دو فیلم با یک بلیط (۱۳۶۹)

### بازیگردان
1. سفر به فردا (۱۳۸۰)
2. هیوا (۱۳۷۷)
3. بوی پیراهن یوسف (۱۳۷۴)
4. مسافران (۱۳۷۰)

### انتخاب بازیگر
1. مزرعه پدری (۱۳۸۲)
2. سفر به فردا (۱۳۸۰)
3. آژانس شیشه‌ای (۱۳۷۶)
4. بوی پیراهن یوسف (۱۳۷۴)

### دستیار صحنه و لباس
1. دیپلمات (۱۳۷۴)

## جوایز
| سال  | نتیجه    | -                                      | -                                                 | بخاطر فیلم            |
| ---- | -------- | -------------------------------------- | ------------------------------------------------- | --------------------- |
| ۱۳۸۵ | نامزدشده | تندیس زرین بهترین بازیگر نقش مکمل مرد  | دوره ۱۰ جشن خانه سینما (مسابقه)                   | چه کسی امیر را کشت؟   |
| ۱۳۸۲ |          | سومین بازیگر نقش مکمل مرد سال          | دوره ۱۸ منتخب نویسندگان و منتقدان (بهترین‌های سال) | گاهی به آسمان نگاه کن |
| ۱۳۸۱ | نامزدشده | تندیس زرین بهترین بازیگر نقش مکمل مرد  | دوره ۶ جشن خانه سینما (مسابقه)                    | شام آخر               |
| ۱۳۸۱ | نامزدشده | لوح زرین بهترین بازیگر مرد             | دوره ۲ منتخب سایت ایران اکتور (بهترین‌های سال)     | آب و آتش              |
| ۱۳۸۱ |          | سومین بازیگر نقش مکمل مرد سال          | دوره ۱۷ منتخب نویسندگان و منتقدان (بهترین‌های سال) | شام آخر               |
| ۱۳۸۰ | پیروز    | تندیس زرین بهترین بازیگر نقش مکمل مرد  | دوره ۵ جشن خانه سینما (مسابقه)                    | آب و آتش              |
| ۱۳۸۰ |          | سومین بازیگر نقش مکمل مرد سال          | دوره ۱۶ منتخب نویسندگان و منتقدان (بهترین‌های سال) | آب و آتش              |
| ۱۳۸۰ | نامزدشده | لوح زرین بهترین بازیگر مرد             | دوره ۱ منتخب سایت ایران اکتور (بهترین‌های سال)     | نسل سوخته             |
| ۱۳۷۹ |          | دومین بازیگر نقش مکمل مرد سال          | دوره ۱۵ منتخب نویسندگان و منتقدان (بهترین‌های سال) | نسل سوخته             |
| ۱۳۷۹ |          | سومین بازیگر نقش مکمل مرد سال          | دوره ۱۵ منتخب نویسندگان و منتقدان (بهترین‌های سال) | هیوا                  |
| ۱۳۷۹ | نامزدشده | تندیس زرین بهترین بازیگر نقش مکمل مرد  | دوره ۴ جشن خانه سینما (مسابقه)                    | نسل سوخته             |
| ۱۳۷۸ |          | دومین بازیگر نقش مکمل مرد              | دوره ۱۴ منتخب نویسندگان و منتقدان (بهترین‌های سال) | دو زن                 |
| ۱۳۷۸ | نامزدشده | تندیس زرین بهترین بازیگر نقش مکمل مرد  | دوره ۳ جشن خانه سینما (مسابقه)                    | دو زن                 |
| ۱۳۷۳ | نامزدشده | سیمرغ بلورین بهترین بازیگر نقش اول مرد | دوره ۱۳ جشنواره فیلم فجر (مسابقه سینمای ایران)    | در کمال خونسردی       |
| ۱۳۶۵ | نامزدشده | لوح زرین بهترین بازیگر نقش مکمل مرد    | دوره ۵ جشنواره فیلم فجر (مسابقه سینمای ایران)     | طلسم                  |